# Rafael Navarro Leal
Rafael Navarro Leal (Cabo Frío, Brasil, 14 de abril de 2000) es un futbolista brasileño que juega como delantero en el Colorado Rapids de la Major League Soccer cedido por el S. E. Palmeiras.

## Trayectoria

### Botafogo
Nacido en Cabo Frío, Estado de Río de Janeiro, jugó como juvenil en el Fluminense F. C. antes de pasar al Atlético Goianiense, donde fue suplente no utilizado en el Campeonato Brasileño de Serie B de 2019. El 30 de octubre de 2019 regresó a su estado natal, fichando por el Botafogo F. R. con un contrato de dos años y siendo asignado al equipo sub-20.
Debutó como profesional el 18 de enero de 2020 en una derrota por 1-0 en el Campeonato Carioca ante el Volta Redonda F. C., en sustitución de Lucas Campos en el minuto 73; disputó seis partidos más a lo largo de la temporada. Su debut en la Serie A se produjo un año y una semana después desde el banquillo, en una derrota por 2-0 en el campo del Fluminense, mientras que su primer gol fue el 2 de febrero de 2021, en el empate a uno en el campo de la S. E. Palmeiras. Volvió a marcar en una derrota por 5-2 en casa ante el Grêmio, con su equipo ya descendido.
En el Campeonato Brasileño de Fútbol Serie B 2021, terminó como tercer máximo goleador con 15 goles. Esto incluyó los dos triunfos sobre el Náutico F. C. y el Brusque F. C. hacia el final de la temporada, ambos en el Estadio Olímpico Nilton Santos.

### Palmeiras
El 22 de diciembre de 2021 fichó por el S. E. Palmeiras con un contrato de cinco años. Jugó diez veces en la temporada victoriosa en el Campeonato Paulista, pero no marcó. El 12 de febrero de 2022 jugó los últimos 17 minutos de la derrota por 2-1 ante el Chelsea F. C. en la final de la Copa Mundial de Clubes de la FIFA. En su primer partido de la Copa Libertadores con el bicampeón, el 7 de abril, salió del banquillo en el descanso para marcar dos goles en la victoria por 4-0 ante el Deportivo Táchira F. C. de Venezuela; le siguió una semana después con cuatro goles en treinta minutos en la goleada por 8-1 a los bolivianos del Club Independiente Petrolero en el Allianz Parque. El 10 de julio del 2023 se marchó cedido por un 1 año al Colorado Rapids de la Major League Soccer.

## Estadísticas

### Clubes
Actualizado al último partido disputado el 1 de noviembre de 2024.
| Club                           | Div.          | Temporada     | Liga  | Liga  | Estatal | Estatal | Copas nacionales | Copas nacionales | Copas internacionales | Copas internacionales | Total | Total |
| Club                           | Div.          | Temporada     | Part. | Goles | Part.   | Goles   | Part.            | Goles            | Part.                 | Goles                 | Part. | Goles |
| ------------------------------ | ------------- | ------------- | ----- | ----- | ------- | ------- | ---------------- | ---------------- | --------------------- | --------------------- | ----- | ----- |
| Sport Recife · Brasil          | 1.ª           | 2020          | 7     | 2     | 7       | 0       | 1                | 0                | ―                     | ―                     | 15    | 2     |
| Sport Recife · Brasil          | 2.ª           | 2021          | 37    | 15    | 10      | 1       | 0                | 0                | ―                     | ―                     | 47    | 16    |
| Sport Recife · Brasil          | Total club    | Total club    | 44    | 17    | 17      | 1       | 1                | 0                | 0                     | 0                     | 62    | 18    |
| S. E. Palmeiras · Brasil       | 1.ª           | 2022          | 23    | 0     | 10      | 0       | 3                | 0                | 12                    | 7                     | 48    | 7     |
| S. E. Palmeiras · Brasil       | 1.ª           | 2023          | 3     | 1     | 7       | 1       | 4                | 1                | 3                     | 1                     | 17    | 4     |
| S. E. Palmeiras · Brasil       | Total club    | Total club    | 26    | 1     | 17      | 1       | 7                | 1                | 15                    | 8                     | 65    | 11    |
| Colorado Rapids Estados Unidos | 1.ª           | 2023          | 10    | 0     | ―       | ―       | ―                | ―                | ―                     | ―                     | 10    | 0     |
| Colorado Rapids Estados Unidos | 1.ª           | 2024          | 36    | 15    | ―       | ―       | ―                | ―                | 7                     | 2                     | 43    | 17    |
| Colorado Rapids Estados Unidos | Total club    | Total club    | 46    | 15    | 0       | 0       | 0                | 0                | 7                     | 2                     | 53    | 17    |
| Total carrera                  | Total carrera | Total carrera | 116   | 33    | 34      | 2       | 8                | 1                | 22                    | 10                    | 180   | 46    |

## Palmarés

### Torneos regionales
| Título              | Club            | Estado    | Año  |
| ------------------- | --------------- | --------- | ---- |
| Campeonato Paulista | S. E. Palmeiras | San Pablo | 2022 |

### Torneos nacionales
| Título  | Club            | País   | Año  |
| ------- | --------------- | ------ | ---- |
| Serie A | S. E. Palmeiras | Brasil | 2022 |